# Zvedák (box)
Zvedák je druh spodního úderu v boxu a kickboxu, jenž obvykle směřuje na soupeřovu bradu. K boxerům s tvrdým zvedákem se řadili Mike Tyson, Manny Pacquiao či Roy Jones mladší.

## Charakteristika
Útočník zahajuje pohyb v základním postoji, z něhož dochází k poklesu přední ruky směrem k břichu a po obloukové trajektorii se pěst přibližuje k protivníkově bradě. Ohnutá zadní ruka přitažená k tělu má za úkol ochránit oblast brady. Pohyb horní končetiny je doprovázen rotací trupu, při níž se posunuje dopředu přední bok. Po udeření dochází k co nejrychlejšímu návratu ruky a trupu do základního postoje, případně postavení ve krytu.
Rotace trupu i chodidla přední nohy je důležitá pro udělení vyšší síly úderu. Dobře mířený zvedák může skončit knockoutem protivníka.

## Galerie

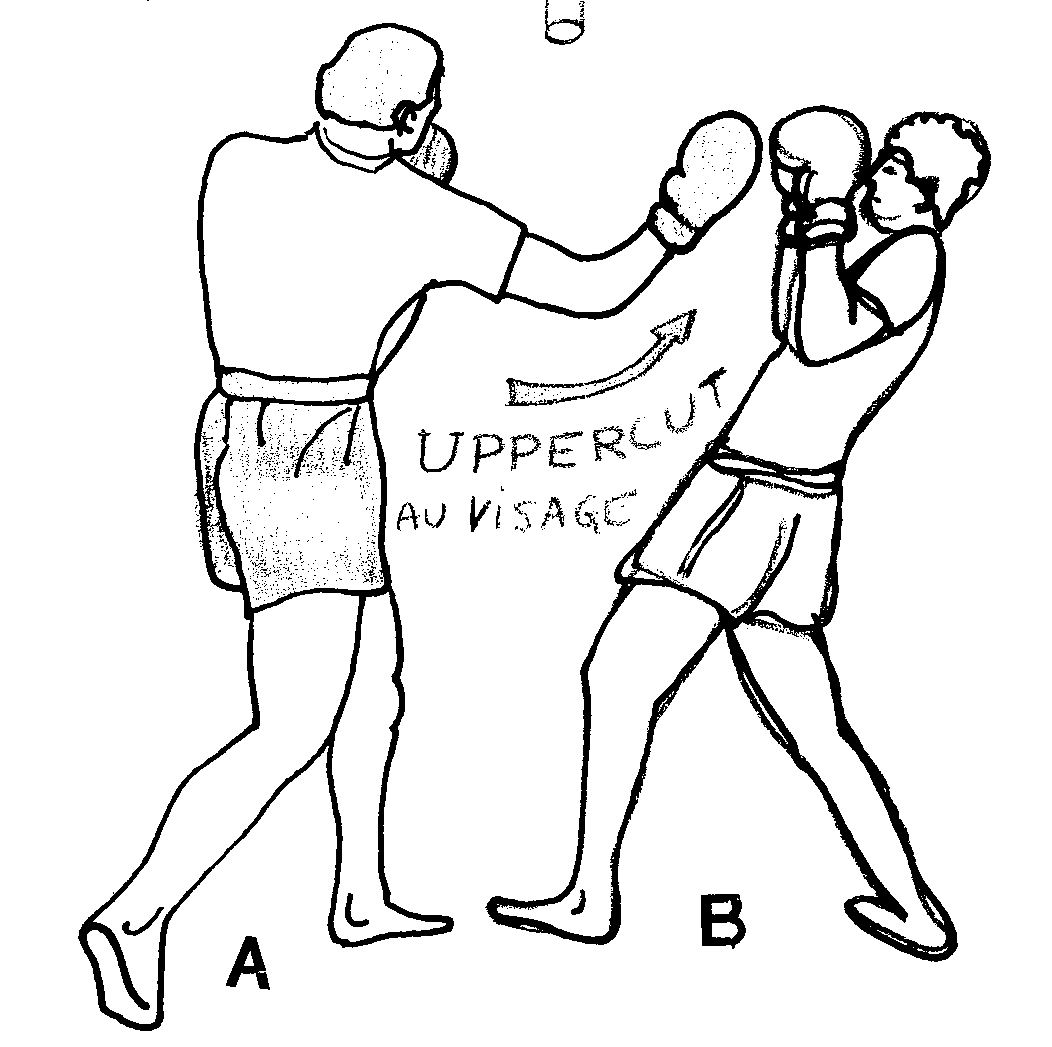
Pravý zvedák na dlouhou vzdálenost
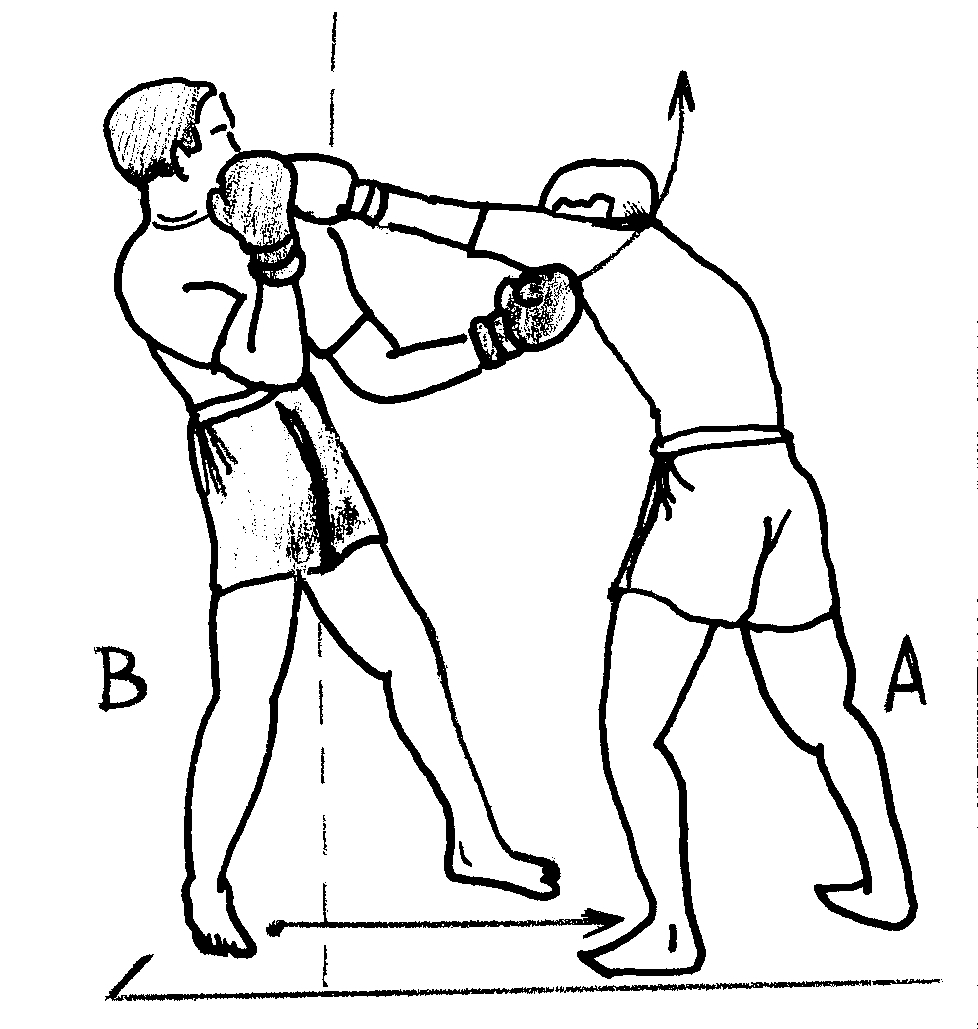
Levý zvedák s protiúderem soupeře
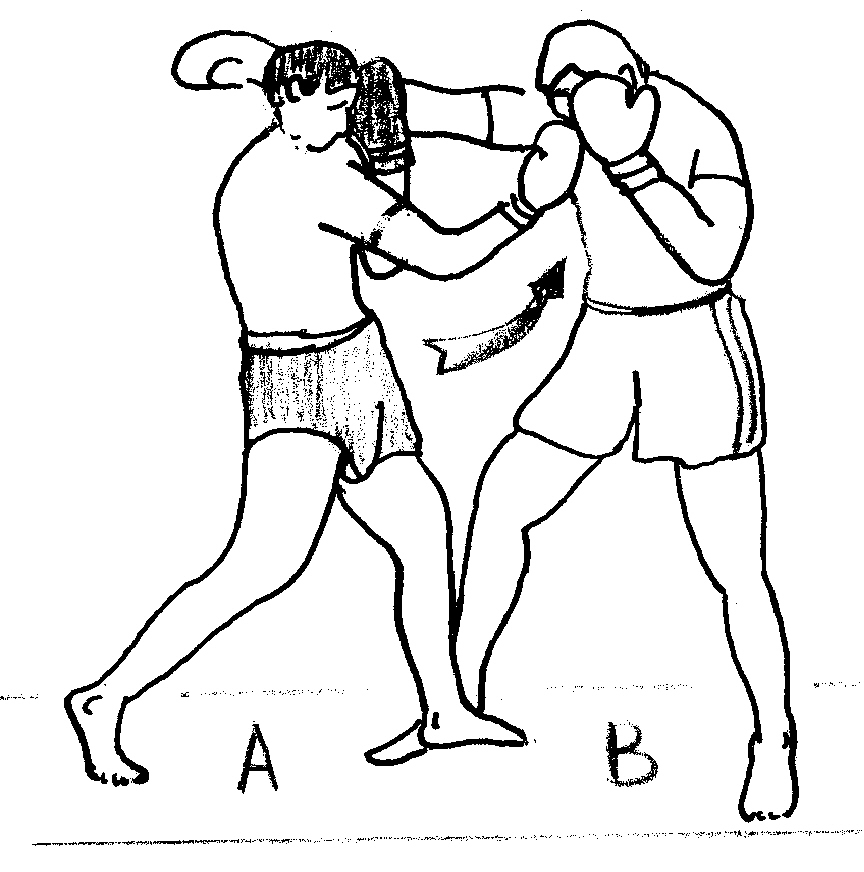
Pravý zvedák s protiúderem soupeře